# 2006年梅竹賽
民國95年（2006年）丙戌梅竹賽為第三十八屆國立清華大學與國立交通大學之間的梅竹賽，於該年3月3日至3月5日舉行。本屆賽事由國立清華大學主辦，國立交通大學協辦。賽事結果，國立交通大學以7.5比3.5取得本屆賽事總錦標，獲得總錦標五連霸。

## 賽事結果

### 正式賽
| 項目   | 比賽日期     | 勝隊 | 備註                               |
| ------ | ------------ | ---- | ---------------------------------- |
| 桌球   | 2006年3月3日 | 交大 | 因爭議導致清大罷賽，裁定交大勝     |
| 羽球   | 2006年3月3日 | 交大 | 4：1，交大勝                       |
| 橋藝   | 2006年3月4日 | 交大 | 67：53，交大勝                     |
| 棋藝   | 2006年3月4日 | 清大 | 圍棋4：2，清大勝，象棋4：2，清大勝 |
| 網球   | 2006年3月4日 | 交大 | 3：2，交大勝                       |
| 棒球   | 2006年3月4日 | 交大 | 11：9，交大勝                      |
| 女籃   | 2006年3月4日 | 交大 | 62：58，交大勝                     |
| 男籃   | 2006年3月4日 | 清大 | 89：62，清大勝                     |
| 足球   | 2006年3月5日 |      | 1：1，平手，各得0.5點              |
| 男排   | 2006年3月5日 | 清大 | 3：1，清大勝                       |
| 女排   | 2006年3月5日 | 交大 | 3：0，交大勝                       |
| 總錦標 |              | 交大 | 交大以7.5：3.5取得本屆賽事總錦標   |

### 表演賽
| 項目 | 比賽日期     | 勝隊 | 備註         |
| ---- | ------------ | ---- | ------------ |
| 田徑 | 2006年3月3日 | 交大 |              |
| 劍道 | 2006年3月3日 | 交大 | 2：1，交大勝 |
| 女網 | 2006年3月4日 | 交大 | 3：0，交大勝 |
| 撞球 | 2006年3月5日 | 交大 | 3：2，交大勝 |
| 女羽 | 2006年3月5日 | 交大 | 4：1，交大勝 |

## 爭議
桌球項目清大有位女性選手從大一到大三都參加女桌表演賽，就是期待該年女桌能升格正式賽，而清大當年也收進了一名日後獲得大專盃乙組女單冠軍的大一新生。依據規定表演賽連續舉辦三年後可以升格為正式賽，惟交大拒絕將女桌升格為正式賽。後來清大提議女子選手可以跟男子選手一起參加桌球正式賽，但交大以桌球正式賽名為「男子桌球正式賽」為由，拒絕該提議，清大桌球隊宣布桌球項目罷賽。之後，教育部依據性別工作平等法要求交大積極檢討改善:22。清華大學校長陳文村及交通大學校長張俊彥則都表示未干涉諮議委員會的決議過程，希望未來不要再出現這樣的情形，維護學生參賽的權益。